# Jérôme Thiesson
Jérôme Thiesson (6 agosto 1987) è un allenatore di calcio ed ex calciatore svizzero, di ruolo difensore.